# إيفان أوباتشاك
إيفان أوباتشاك مواليد 23 أبريل 1980 في زينيتسا، جمهورية البوسنة والهرسك الاشتراكية، هو لاعب كرة سلة كرواتي معتزل. بدأ مسيرته الاحترافية في سنة 1998. يبلغ طوله 6 قدم 7 بوصة (2.0 م). اعتزل اللعب في 2016. لعب مع سي بي مورسيا ونادي سيدفيتا لكرة السلة.

## روابط خارجية
- إيفان أوباتشاك على موقع الاتحاد الدولي لكرة السلة (الإنجليزية)
- إيفان أوباتشاك على موقع الدوري الإسباني لكرة السلة (الإسبانية)
- إيفان أوباتشاك على موقع كرة السلة الأوروبية.كوم (الإنجليزية)
- إيفان أوباتشاك على موقع ريلجم (الإنجليزية)
- إيفان أوباتشاك على موقع بروبوليرز (الإنجليزية)
- إيفان أوباتشاك على موقع سبورتس رفرنس (الإنجليزية)